# 稲葉孝彦
稲葉 孝彦（いなば たかひこ、1944年11月26日 - ）は、日本の政治家。元東京都小金井市長（5期）、元小金井市議会議員（4期）。出生時の姓名は布施 孝彦。

## 来歴
満洲国牡丹江省生まれ。第二次世界大戦終戦後に日本へ引き揚げ、その後は千葉県銚子市に居住。満鉄綏芬河駅の助役であった父と終戦間際に生き別れになった。その後小学校入学前に母は再婚したが戸籍が抜かれなかったため、養子縁組を行うまで姓名は布施 孝彦であった（小学校5年生の時に姓を布施から稲葉に改める）。銚子市立銚子高等学校、日本大学法学部法律学科卒業。石油販売会社員を経て、1973年から小金井市（現在は緑町）に居住。1985年、小金井市議会議員選挙に出馬して初当選し、以後1999年まで市議を4期務める。
1999年、4期目の任期途中で小金井市議を辞職。小金井市長選挙に自民党・公明党・自由党推薦で出馬し、当選した。2003年自民党・公明党推薦で再選。翌2004年に武蔵小金井駅南口再開発事業に関して市民の民意を問うために市長を辞職し、出直し選挙に自民党・公明党推薦で出馬して3選。
2007年(自民党・公明党推薦で4選)に二枚橋焼却場が廃止された後は、周辺の自治体へのゴミの焼却処分の委託を決定。
2011年4月の市長選に5選をめざし、自民党・公明党推薦で出馬したが落選、佐藤和雄に市長の座を譲った。しかし、選挙戦中にかつて稲葉が決定したゴミの焼却処分の周辺自治体への委託を佐藤が批判したため、周辺自治体がゴミの受け入れを拒否。佐藤は選挙戦中の発言を撤回し謝罪するも事態の収拾がつかなかったため、就任からわずか約7ヶ月で佐藤は市長を辞職した。佐藤の辞職により実施された2011年12月18日の市長選に稲葉は再度立候補し、自民党・公明党の推薦に加え民主党・社民党や周辺8市町の現職首長の応援も受け、新人3候補を破り返り咲き（通算5選）を果たした。
2014年9月、それまで地主よりリースしていた市役所（第二庁舎、いわゆるリース庁舎）の時価による買い取りをその経済的効果を根拠に議会に提案。
2015年12月の市長選には不出馬。前小金井市議の五十嵐京子（自民党・公明党推薦）を支援したが、五十嵐は落選した。
2016年11月、旭日中綬章を受章。
2019年12月の市長選では、前小金井市議の河野律子（自民党・公明党推薦）に推薦状を出したが、河野も落選した。